# گنبد نمکی شاه علمدار

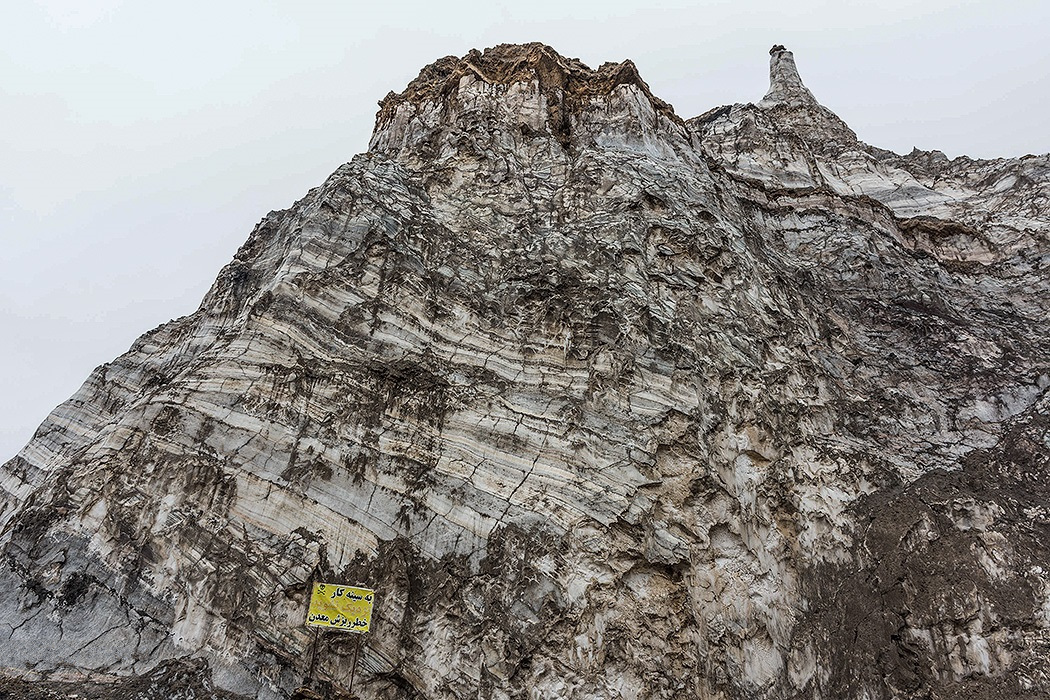
گنبد نمکی شاه علمدار

گنبد نمکی شاه علمدار یک گنبد نمکی در نزدیکی امامزاده شاه علمدار در ۱۰ کیلومتری جنوب شهر دبیران و ۲۰ کیلومتری غرب حاجی آباد و ۴۰ کیلومتری جهرم قرار دارد. این گنبد دارای ذخیره قطعی ۸۰۰ هزار تن است و محصولات آن سالانه به اروپا صادر می‌شوند. گنبد یا کوه نمک شاه علمدار یکی از جاذبه‌های ژئوتوریستی حوضه زاگرس به‌شمار می‌آید.